# Ambroise-Dydime Lépine
Pour les articles homonymes, voir Lépine.
Ambroise-Dydime Lépine (1840-1923) est une personnalité politique métis, adjoint de Louis Riel lors de la Rébellion de la rivière Rouge de 1869-1870.

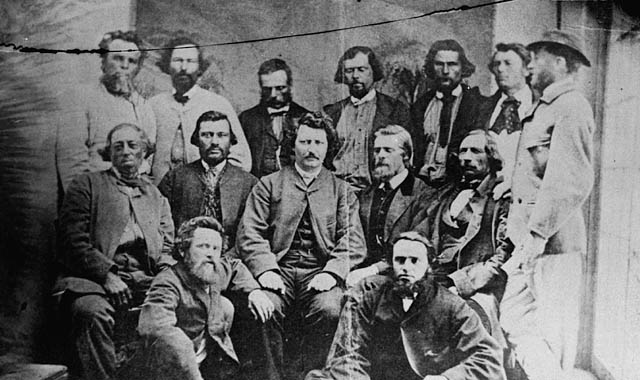
Le gouvernement provisoire métis (Riel au centre et Lépine en haut troisième à partir de la droite).

Ambroise-Dydime Lépine est né à Saint-Boniface le 18 mars 1840.
En 1869, Lépine rencontre le chef métis Louis Riel en pleine confrontation avec les autorités canadiennes. Il rejoint les rangs des métis.
Dès le 7 décembre 1869, il capture avec ses hommes des soldats canadiens anglais en garnison.
Le 8 janvier 1870, le gouvernement provisoire de Riel le nomme adjudant général chargé de rendre la justice. Quelques semaines plus tard, Lépine est élu pour représenter Saint-Boniface au congrès de 40 délégués de la colonie. Il est ensuite nommé chef du conseil militaire, un sous-comité de ce congrès.
Lors de la révolte de la Nation métis francophone du Manitoba, le chef de l'insurrection populaire, Louis Riel, et son adjoint, Ambroise-Dydime Lépine, tentent de prendre le Fort Garry. Ils échouent mais plus loin font prisonniers un responsable orangiste, Thomas Scott, et ses hommes de garnison. Lors d'un procès, Thomas Scott, militant de l'Ordre orangiste, est condamné à mort. Le gouverneur général Lord Dufferin demande à Louis Riel de gracier Scott, mais Riel refuse et Scott sera finalement exécuté le 4 février 1870.
La réaction des troupes canadiennes de l'Ontario britannique ne se fait pas attendre, et les deux hommes doivent se réfugier aux États-Unis.
En octobre 1871, Lépine revient au Manitoba et devient chef de la garde de Saint-Boniface qui doit protéger les communautés francophones de la rivière Rouge.
En 1873, il est dénoncé pour son implication dans la mort de Thomas Scott. Son arrestation provoque la colère des Franco-manitobains. Son procès est repoussé, pour finalement aboutir en 1874 à une condamnation à mort par pendaison. En réaction à cette sentence, les ministres francophones du Canada menacent de démissionner, poussant le premier ministre du Canada Alexander Mackenzie à annoncer au gouverneur de la province du Manitoba, Lord Dufferin, l'amnistie du condamné (1875).
En 1878, Lépine est élu vice-président de la Société Saint-Jean-Baptiste.
En 1908, après la mort de sa femme, il s'installe chez un de ses enfants en Saskatchewan.
Ambroise-Dydime Lépine meurt le 8 juin 1923 à l'hôpital de Saint-Boniface, à l'âge de 83 ans. Il est enterré dans le cimetière de la cathédrale de Saint-Boniface à côté de la tombe de Louis Riel.

## Sources
1. ↑  « Biography – LÉPINE, AMBROISE-DYDIME – Volume XV (1921-1930) – Dictionary of Canadian Biography », sur biographi.ca (consulté le 24 août 2020).